# Agave longipes
Espèce
Agave longipes est une espèce de plantes du genre Agave.